# Christophe Mengin

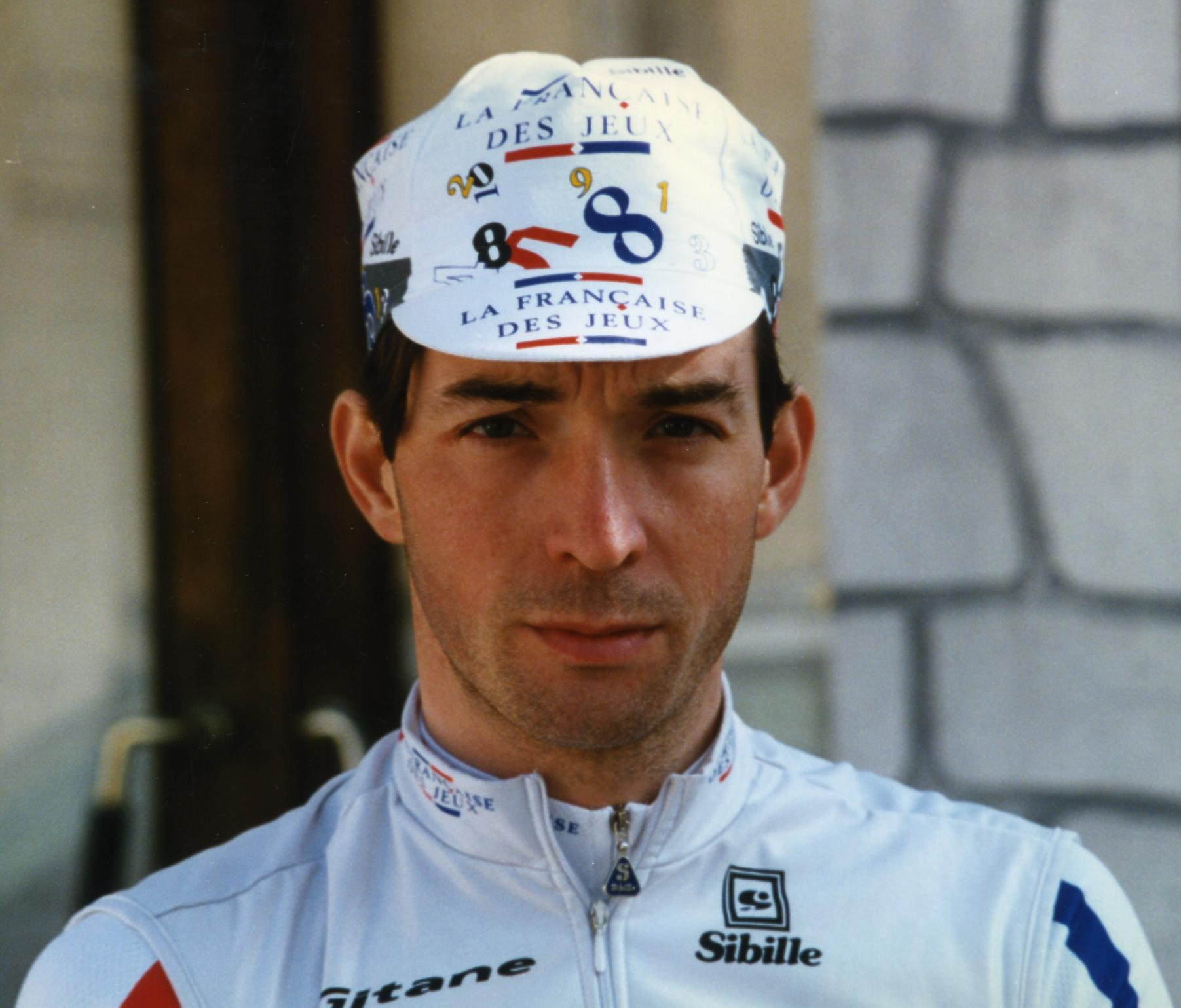
Christophe Mengin a la París-Niça de 1997

Christophe Mengin (Cornimont, Vosges, 3 de setembre de 1968) va ser un ciclista francès, que fou professional entre 1995 i 2008.
Durant la seva carrera combinà la carretera amb el ciclo-cross, especialitat de la qual guanyà dos campionats francesos. En carretera els seus principals èxits foren una victòria d'etapa al Tour de França de 1997 i el Gran Premi de Plouay de 1999.

## Palmarès
- 1994
  - 1r al Circuit des Mines
  - Vencedor d'una etapa de la Volta a Àustria
- 1997
  -  Campió de França de ciclocross
  - Vencedor d'una etapa del Tour de França
  - Vencedor d'una etapa dels Tres dies de La Panne
- 1998
  -  Campió de França de ciclocross
  - Vencedor d'una etapa de la Volta a Castella i Lleó
- 1999
  - 1r al Gran Premi de Plouay
- 2003
  - 1r al Gran Premi Cholet-País del Loira
- 2007
  - Vencedor d'una etapa de l'Etoile de Besseges

### Resultats al Tour de França
- 1995. Fora de control (9a etapa)
- 1997. 48è de la classificació general. Vencedor d'una etapa
- 1998. 66è de la classificació general
- 1999. 70è de la classificació general
- 2000. 95è de la classificació general
- 2001. 102è de la classificació general
- 2002. 86è de la classificació general
- 2003. 110è de la classificació general
- 2004. 84è de la classificació general
- 2005. Abandona (8a etapa)
- 2006. 131è de la classificació general